# جاكي شروف
جاكي شروف (بالهندية: जैकी श्रॉफ) (بالإنجليزية: Jackie Shroff) ممثل هندي من مواليد مومباي في 1 فبراير 1957 تزوج ايشة في 5 يونيو 1987 أول افلامه كان سوامي دادا سنة 1982 وهو محبوب من طرف عشاق بوليوود ويطلق عليه في بوليوود فتى بوليوود الأول نظرا لصغر سنه عندما التحق ببوليوود وهو أحد رواد بوليوود بدون شك.

## روابط خارجية
- جاكي شروف على موقع IMDb (الإنجليزية)
- جاكي شروف على موقع روتن توميتوز (الإنجليزية)
- جاكي شروف على موقع ألو سيني (الفرنسية)
- جاكي شروف على موقع أول موفي (الإنجليزية)
- جاكي شروف على موقع قاعدة بيانات الأفلام السويدية (السويدية)
- جاكي شروف على موقع قاعدة بيانات الفيلم (الإنجليزية)
- جاكي شروف على موقع كينوبويسك (الروسية)